# Colonia San Miguel las Tablas
Colonia San Miguel las Tablas, även Ampliación San Miguel, är en ort i Mexiko, tillhörande kommunen Valle de Chalco Solidaridad i delstaten Mexiko. Colonia San Miguel las Tablas ligger i den centrala delen av landet och tillhör Mexico Citys storstadsområde. Orten hade 742 invånare vid folkräkningen 2010.